# Valles Marineris
Le Valles Marineris (così battezzate su proposta di William Pickering, in onore della sonda spaziale Mariner 9 che le scoprì nel 1971-72) sono un vasto sistema di valli, situate nella zona equatoriale di Marte, nella parte orientale della regione di Tharsis. Le valli raggiungono complessivamente i 4000 km di lunghezza, i 200 km di larghezza ed una profondità fino a 7 km; si tratta di un complesso di fratture geologiche dieci volte più lungo, sette volte più largo e sette volte più profondo del Grand Canyon. È la più grande struttura conosciuta di questo tipo, e si estende per circa un quarto della circonferenza di Marte.
La formazione di questa enorme struttura geologica è probabilmente avvenuta contemporaneamente al sollevamento di Tharsis; successive modifiche sarebbero state apportate dall'effetto dell'erosione. Le Valles Marineris avrebbero dunque un'origine tettonica.
I canyon che compongono il complesso si estendono dalla regione del Noctis Labyrinthus, ad ovest, passando per Tithonium e Ius Chasma, quindi per Melas ed Ophir Chasma, poi verso Coprates, Ganges, Capri ed Eos Chasma, fino ai terreni caotici presenti più a est. Si tratta di numerose valli parallele le une alle altre lungo una direttrice comune est-ovest; le principali sono Ophir Chasma, Candor Chasma e Melas Chasma.
La maggior parte degli scienziati concorda nel sostenere che le Valles Marineris siano una regione ricca di fratture tettoniche nella crosta marziana, formatesi in seguito al raffreddamento del pianeta e successivamente rimodellate dall'erosione ad opera degli agenti atmosferici. Ad ogni modo sono anche presenti tracce di antichi canali, forse formati da acqua o anidride carbonica.

## Ipotesi sulla formazione
Molte teorie sono state avanzate, nel corso degli anni, a proposito dei possibili meccanismi di formazione delle Valles Marineris. Prima dell'impiego di telescopi potenti, si riteneva che le valli fossero in realtà un complesso sistema di canali artificiali, progettato dai marziani per irrigare vaste estensioni di superficie; quest'ipotesi fu scartata ben presto, non appena le analisi spettroscopiche indicarono che la superficie di Marte non ospitava né acqua, né ossigeno.
Negli anni settanta fu proposto che le valli fossero il risultato dell'erosione da parte dell'acqua e dello scioglimento del permafrost, possibile in un ambiente caratterizzato da temperature polari, come quello marziano; tuttavia la presenza di acqua liquida in superficie sembra essere un'ipotesi da scartare, dato che le condizioni di pressione e temperatura medie del pianeta (lo 0,5% della pressione atmosferica terrestre e un range di temperature fra i 148 e i 310 K) sono abbondantemente al di sotto del punto triplo dell'acqua.
Nel 1972 da McCauley venne avanzata l'ipotesi che i canyon avessero avuto origine dal ritiro di materiale magmatico sotterraneo; nel 1989 Tanaka e Golombek suggerirono nuovamente la possibile esistenza di intensi fenomeni di natura tettonica nella regione.
Attualmente si ritiene che la formazione delle Valles Marineris sia stata per certi versi analoga a quella della Rift Valley in Africa: si tratterebbe di fratture di natura tettonica, successivamente rimodellate ed ampliate dall'effetto dell'erosione. Su Marte il responsabile del fenomeno dell'erosione potrebbe essere l'anidride carbonica solida contenuta nel sottosuolo che, per effetto di una rapida decompressione, può sublimare e sfuggire a grande velocità verso l'atmosfera del pianeta.

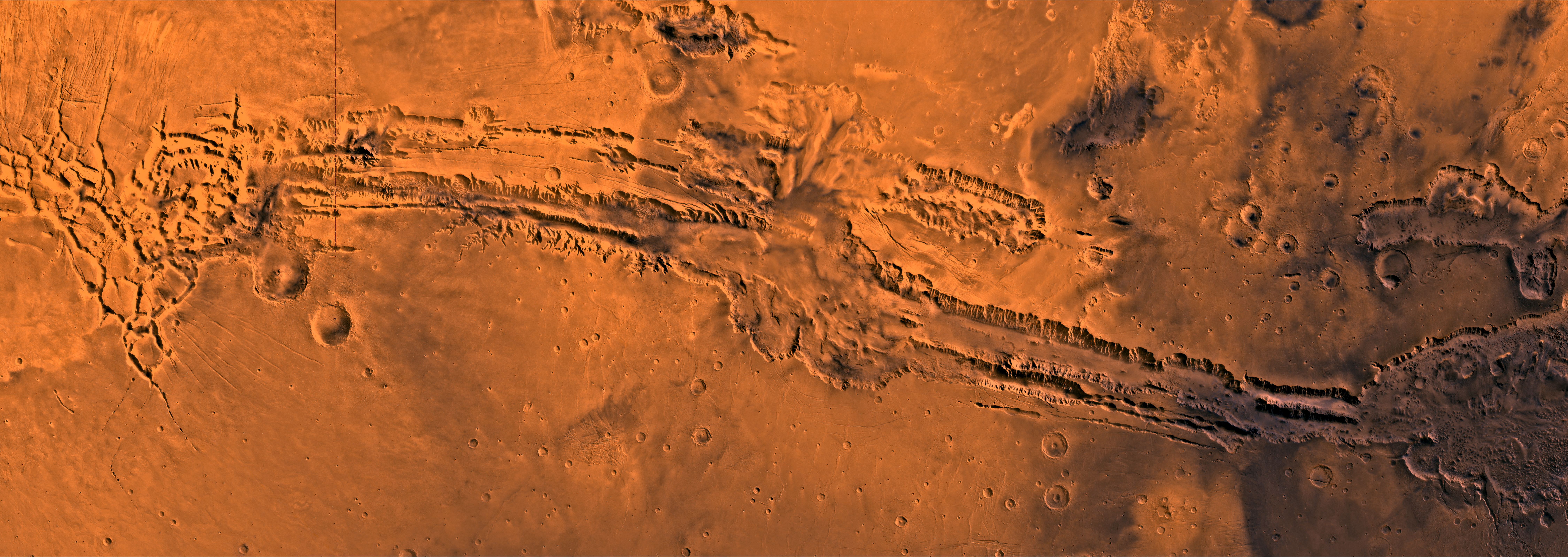
Valles Marineris. Da sinistra a destra: Noctis Labyrinthus, Ius Chasma, Candor Chasma, Melas Chasma, Ophir Chasma, di nuovo Candor Chasma, Coprates Chasma, Capri Chasma.